# Смотритель маяка

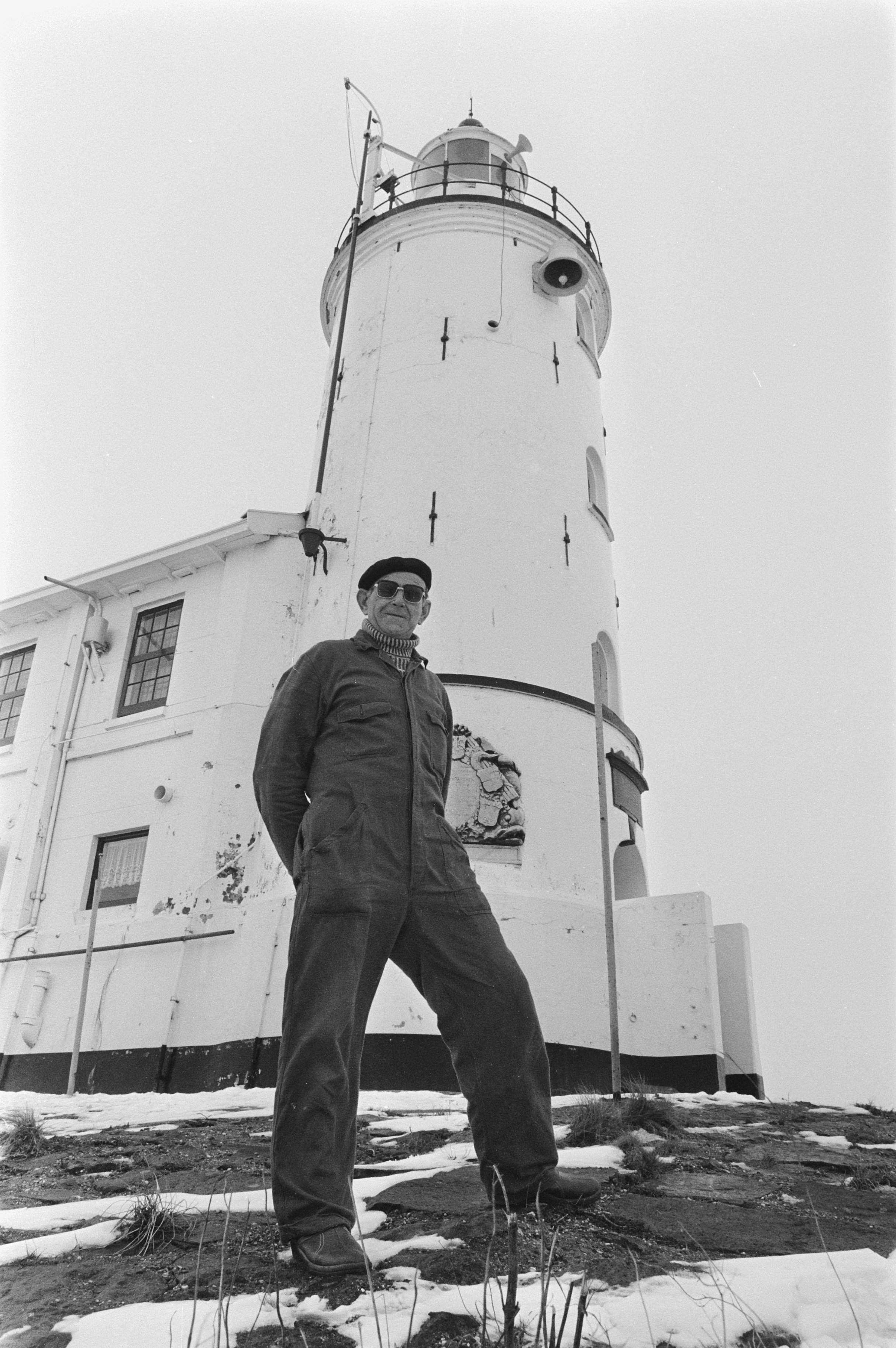
Смотритель маяка в Маркене (Нидерланды). 1985

Смотритель маяка — человек, обеспечивающий исправность и функционирование маяка. На протяжении столетий основной обязанностью смотрителя было круглосуточное поддержание маячного огня. После повсеместной автоматизации маяков в XX веке профессия стала менее востребованной, однако продолжает существовать и пользоваться популярностью. Благодаря определённому романтическому ореолу профессии её представители часто становятся персонажами произведений искусства.

## Квалификация и обязанности
До автоматизации большинства маяков в XX веке основной задачей их смотрителей было обеспечивание круглосуточного функционирования маяка и технической исправности маячного оборудования. Подробные должностные инструкции для смотрителей были разработаны в XIX веке: так, в Англии они появились в конце 50-х годов девятнадцатого столетия. В России соответствующая инструкция была издана в 1869 году и обязывала смотрителя «зажигать лампы каждый вечер при захождении солнца, наблюдать, чтоб они постоянно горели, чисто и ярко, до восхождения солнца». Кроме того, ему надлежало содержать в рабочем состоянии и образцовом порядке все приборы, механизмы и маячное хозяйство в целом.

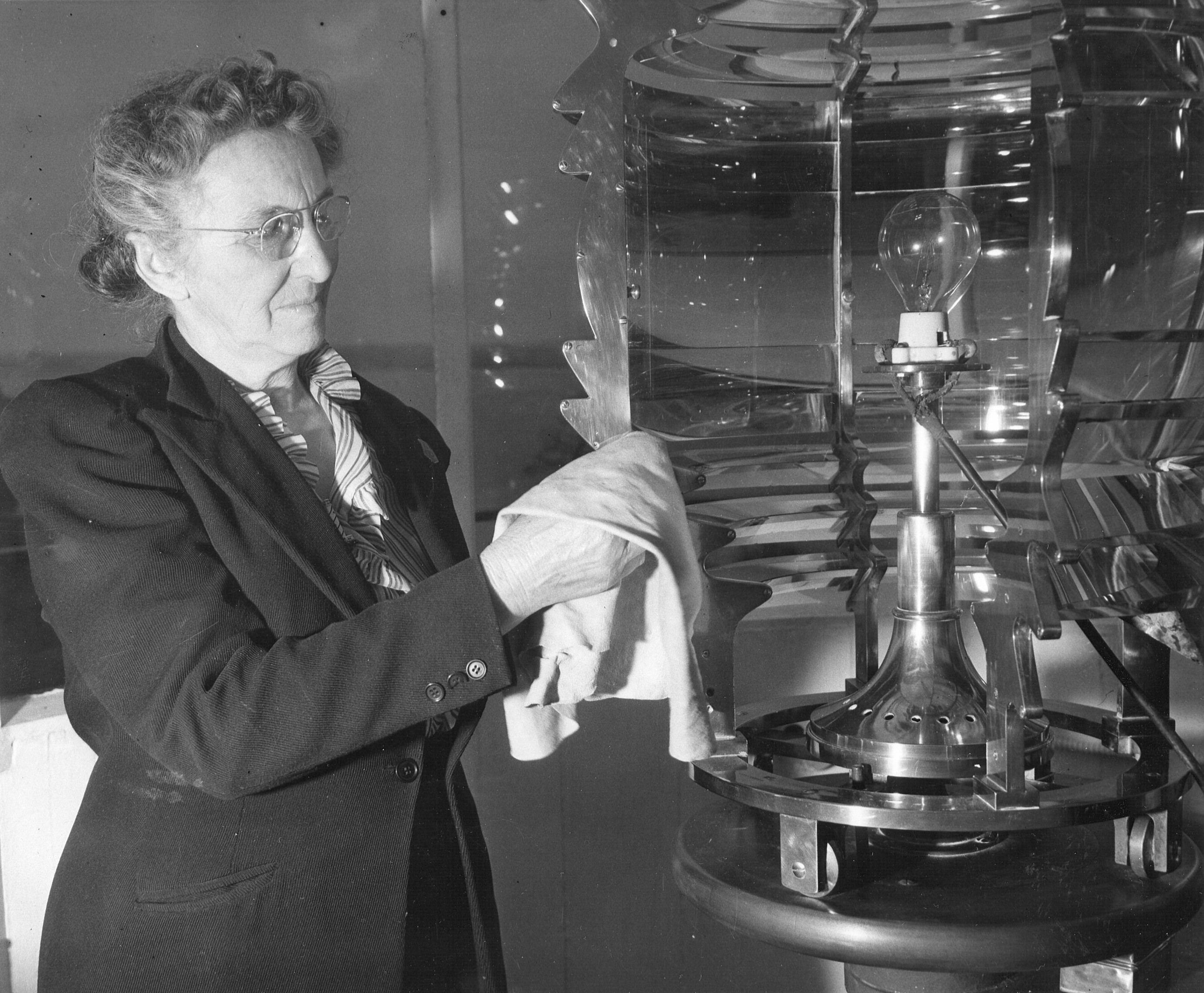
Фанни Солтер, американская смотрительница маяка, протирает линзу. 1945 г.

Маячный смотритель имел право нанять небольшой штат помощников, причём в их число могли входить и женщины. Смотрители, работавшие на удалённых от портов и городов маяках, должны были владеть основами медицины и навыками оказания первой помощи, а также рядом ремёсел, поскольку в случае необходимости не всегда можно было рассчитывать на помощь извне.
В XXI веке от смотрителя маяка требуется знать назначение и устройство всех видов маячной аппаратуры и приборов, иметь основные сведения по электротехнике и оптике, владеть информацией об условиях навигации в определённой судоходной обстановке, знать систему зрительных и звуковых сигналов. В его обязанности входит обеспечение горения маячных огней, надзор за всеми системами и устройствами, а также руководство работниками маяка. Как правило, профессия требует хорошей физической подготовки, высокого уровня ответственности и способности переносить длительную изоляцию.

## История профессии
О первых смотрителях маяков практически ничего не известно. Предположительно, их функции выполняли члены семьи моряков, разводившие на берегу огонь, чтобы обеспечить своим близким ориентир для благополучного возвращения. В Средние века поддержанием навигационных огней занимались монахи и монахини, рассматривавшие это как одну из форм служения ближним.

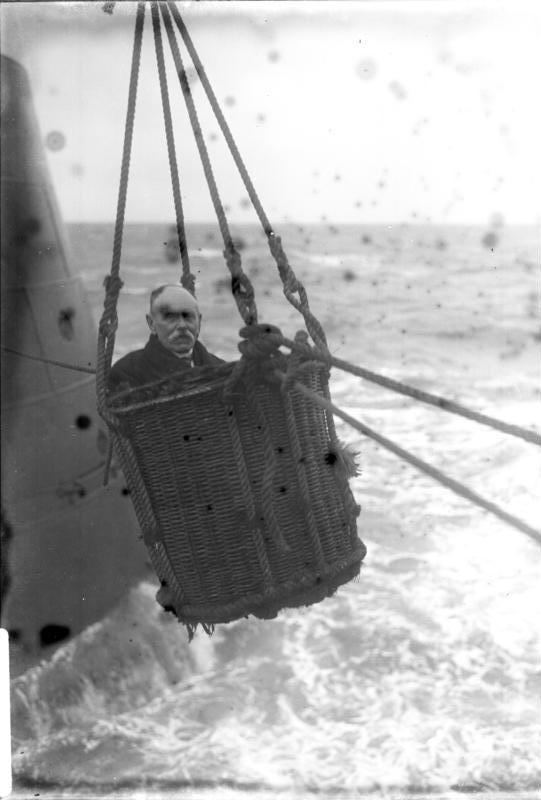
Смена вахты на маяке Ротер-Занд (Германия). 1929 г.

Профессия нередко передавалась по наследству, и таким образом возникали целые «маячные династии». Несмотря на то, что оплата, как правило, была не слишком высокой, профессия тем не менее считалась почётной и престижной. Кроме того, смотрителю и его семье предоставлялось жильё. По мере усложнения маячного оборудования в XIX веке (включая появление линз Френеля, противотуманной сигнализации и т. п.) у смотрителей стали появляться помощники (один или несколько), которые также обеспечивались местом для проживания.
Во все времена профессия смотрителя требовала большой ответственности, готовности терпеть неудобства и лишения, а зачастую и героизма. Смотритель маяка должен был оставаться на посту всю ночь, а в туманную погоду и весь день, в том числе в выходные и праздники. Ему приходилось переносить суровые погодные условия, в том числе ураганы и шторма: безопасные для здания самого маяка, они могли смыть в море жилые постройки вместе с их обитателями. С другой стороны, в те времена, когда источником света служил обычный огонь, на маяке с лёгкостью мог возникнуть пожар. Опасность для здоровья представляли и ядовитые испарения ртути, которая использовалась в XIX веке для обеспечения плавного вращения маячной линзы. Для некоторых тяжёлым испытанием могла оказаться длительная изоляция от общества. Наконец, многочисленны случаи, когда смотрителям маяка приходилось рисковать собой, приходя на помощь терпящим бедствие мореплавателям.

## Современность

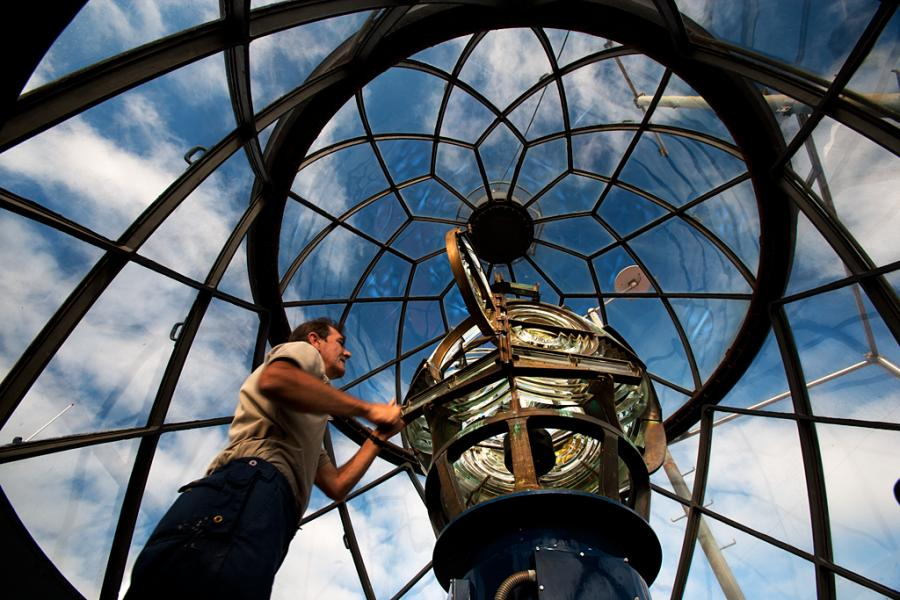
Смотритель маяка на мысе Эстака-де-Барес (Испания). 2013 г.

Начиная с середины XX века большинство маяков стали автоматическими; позднее появилась также возможность управлять ими дистанционно. Профессия смотрителя постепенно утратила актуальность, однако не исчезла полностью и в XXI веке продолжает существовать. Во-первых, за работой современных средств навигации также необходим надзор; к тому же в особо сложных навигационных условиях нельзя полагаться исключительно на корабельную электронику. Во-вторых, наряду с основными обязанностями, маячник может осуществлять технические работы, контролировать навигационные системы, изучать данные метеостанции, обслуживать радиостанцию для связи с берегом или морскими судами, вести наблюдение за миграцией животных и птиц, и т. п. Поэтому, в частности, в России на должность смотрителя часто устраиваются сотрудники гидрографических служб, а на тех маяках, которые представляют собой закрытые военные объекты, — морские офицеры в отставке. Гражданские лица также могут стать смотрителями, и конкурсы на немногочисленные вакансии привлекают претендентов, которым по тем или иным причинам близка эта профессия.
В XXI веке наметилась новая тенденция: многие маяки стали признаваться объектами культурного наследия. Это привело к появлению нового типа смотрителя, чьей ролью стало в первую очередь обеспечение сохранности маяка как памятника. Кроме того, в мире стали создаваться общества охраны маяков, членами которых часто становятся бывшие смотрители.
Существует также практика преобразования маяков в музеи, экскурсоводами в которых служат бывшие смотрители. Кроме того, в некоторых странах маяки оборудуют под отели, пользующиеся большим спросом у туристов. Расположенные рядом дома смотрителей также используются для проживания туристов или для размещения сувенирных лавок, небольших музеев при маяке, и т. п.

## Выдающиеся смотрители

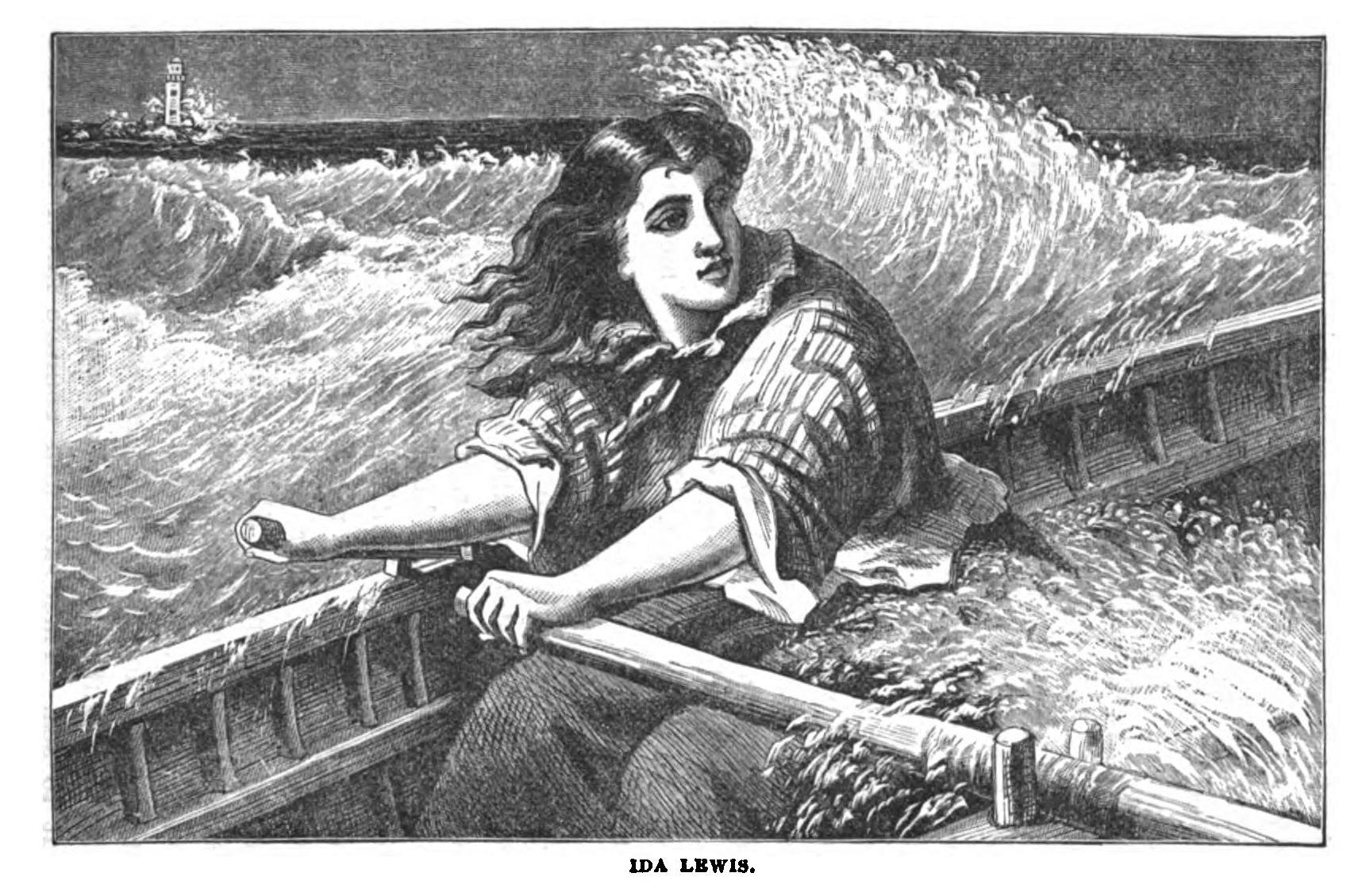
Айда Льюис на гравюре 1876 года

- В Великобритании широко известна маячная династия Нот[англ.], представители которой были смотрителями маяков на протяжении почти двух столетий начиная с 1730 года. Последний представитель династии вышел на пенсию в 1911 году[12].
- В США широкую известность получила смотрительница маяка Айда (Ида) Льюис, охарактеризованная в «Энциклопедии маяков» Рэя Джонса (2013) как «вероятно, самый известный смотритель маяка всех времён». За время своей полувековой службы она проявила исключительную храбрость и лично спасла жизни около 20 утопающих. В 1924 году маяк Лайм-Рок[англ.], на котором она служила, был переименован в её честь[13][5].
- Для развития маячного дела в России много сделал Л. В. Спафарьев, смотритель Балтийских маяков с 1803 года, а с 1807 года — директор маяков Финского залива. В частности, при нём были перестроены все старые маяки Финского и Рижского заливов; введены новые методы освещения и ограждения, начали действовать первые плавучие маяки, было рассчитано точное время захода и восхода солнца для каждого маяка, и т. п. Спафарьев также издал (за собственный счёт) первый в России атлас Финского залива с указанием всех маяков от Кронштадта до Люзерорта[10].

## В культуре

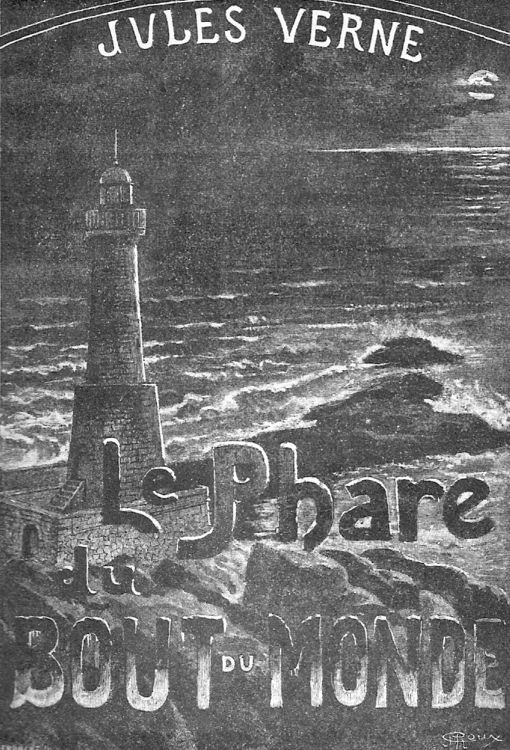
Жорж Ру. Иллюстрация к роману Жюля Верна «Маяк на краю света»

Профессия смотрителя маяка, связанная с отшельничеством и риском, всегда была окружена романтическим ореолом. Маякам и их смотрителям посвящено множество произведений искусства; они фигурируют в ряде литературных произведений и фильмов, как художественных, так и документальных.
В известном рассказе Р. Киплинга «Нарушитель судового движения» (1891) описывается, как медленно теряет рассудок от одиночества смотритель маяка в Индонезии. Несколько литературных произведений основаны на событиях вокруг эстонского маяка Даго, связанных с именем барона Унгерн-Штернберга.
Среди прочих можно назвать роман «Маяк на краю света» Жюля Верна, вдохновивший в 1990-х годах энтузиастов на поиски и воссоздание прототипа описанного в нём маяка, а также на создание его копии в Ла-Рошели (Франция). На протяжении 2020 года волонтёры «Ассоциации Маяка на краю света» (фр. Association du Phare du Bout du Monde) имели возможность в течение суток побыть смотрителями ла-рошельского маяка.
Быт смотрителя маяка подробно описал в своей повести «В горах Сихотэ-Алиня» (1937) русский писатель и путешественник В. К. Арсеньев, посетивший в 1908 году Николаевский маяк в Татарском проливе. По его характеристике, смотритель, старый боцман Майданов, нёс службу с видом «…человека, который исполняет чрезвычайно важное и ответственное дело, в котором ничтожное нарушение во времени может привести к весьма серьёзным последствиям».
В киноискусстве представители профессии являются, в частности, героями таких фильмов, как «Смотрители маяка» Жана Гремийона (1929), «Маяк» Криса Кроу (2016) и «Маяк» Роберта Эггерса (2019).
Роман А. Санчеса Пиньоля «Холодная кожа». По роману в 2017 году снят фильм «Атлантида».
С 1997 года в России отмечается День маячника. Его дата — 8 июня — приурочена к Всемирному дню океанов и двухсотлетию со дня основания российской маячной службы.